# Kristina Vähi
Kristina Vähi (2008-2014 Vähi-Matesen; nascida a 25 de março de 1973, em Tartu) é uma cantora de ópera estoniana (soprano).
Em 1996 formou-se na Escola de Música de Tallinn Georg Ots. Em 2003 concluiu também uma formação na Academia de Música e Teatro da Estónia.
Entre 2006 e 2014 ela foi solista de ópera no Teatro da Estónia.
Foi também membro, de 1997 e 2007, do grupo de ópera Operetta Scretta.

## Prémios
- 1996: 1º prémio na competição Klaudia Taev[1]